# Specklinia hymenantha
Specklinia hymenantha är en orkidéart som först beskrevs av John Lindley, och fick sitt nu gällande namn av Fábio de Barros och V.T.Rodrigues. Specklinia hymenantha ingår i släktet Specklinia och familjen orkidéer. Inga underarter finns listade i Catalogue of Life.